# M's Style
M's Style（エムズ・スタイル）は、かつて存在した日本の女子プロレス団体。

## 歴史

### ユニット
- 2004年4月、吉田万里子、大向美智子、中西百重、AKINOがユニット「M's Style」を結成。ユニット名の由来は4人のファーストネームの頭文字が共通して「M」だったからである。結成当初は、あくまで女子プロレス団体ではなく2ヶ月に1回自主興行を開催して各自がフリーとして活動するユニットだった。

### 女子プロレス団体
- 4月4日、M's Styleを団体化してディファ有明で旗揚げ戦を開催。
- 6月8日、MICKEY☆ゆかがデビュー。
- 12月26日、NAOがデビュー。
- 2005年4月24日、栗原あゆみがデビュー。
- 2006年10月8日、新宿FACE大会を最後に解散。
- 2013年8月4日、後楽園ホールで開催された「栗原あゆみ引退興行」でリングのマットにM's Styleのロゴマークが使用されて全試合終了後、栗原にM's StyleチャンピオンベルトがAKINOから贈呈された。

## 所属選手
- 吉田万里子
- 大向美智子
- 中西百重
- AKINO
- Baby-M
- 闘獣牙Leon（現：Leon）
- 闘牛・空（現：江本敦子）
- MICKEY☆ゆか
- NAO
- 栗原あゆみ

## ユニット時代のメンバー
- 吉田万里子（リーダー）
- 大向美智子
- 中西百重
- AKINO